# Hohenwart (Bawaria)

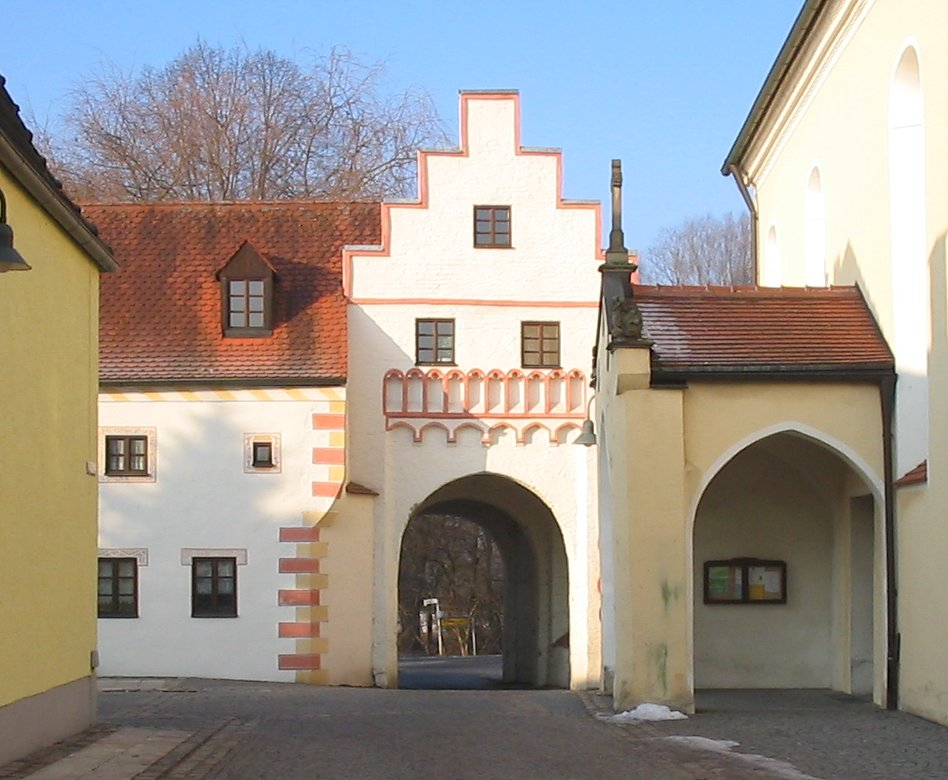
Brama w Hohenwart

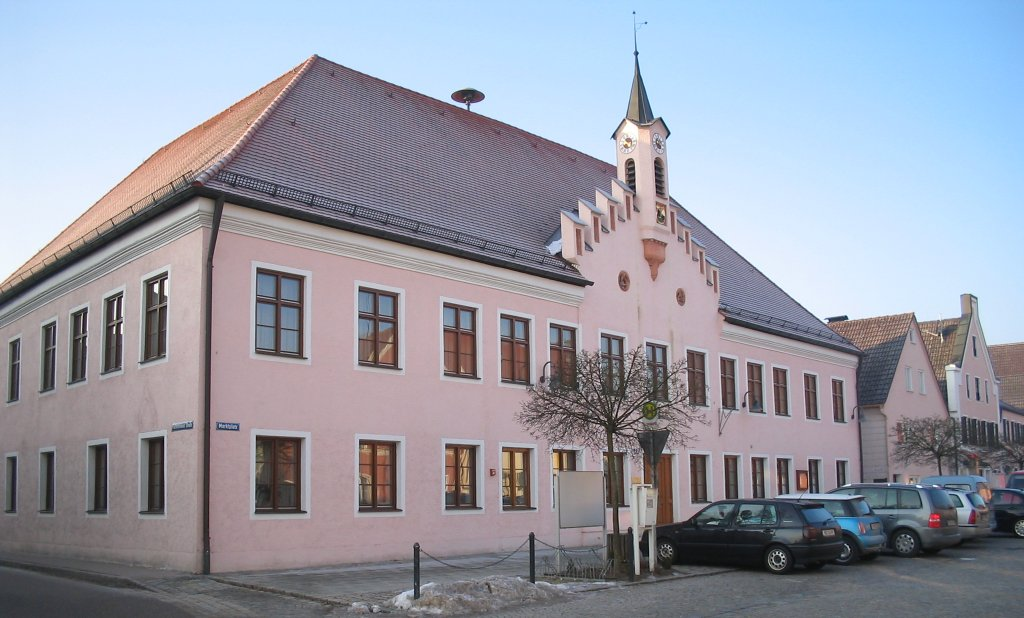
Ratusz

Hohenwart – gmina targowa w Niemczech, w kraju związkowym Bawaria, w rejencji Górna Bawaria, w regionie Ingolstadt, w powiecie Pfaffenhofen an der Ilm. Leży około 12 km na północny zachód od Pfaffenhofen an der Ilm, nad rzeką Paar, przy drodze B300.

## Dzielnice
W skład gminy wchodzą następujące dzielnice: Deimhausen, Freinhausen, Haidforst, Hohenwart, Klosterberg, Koppenbach, Lindach, Seibersdorf, Weichenried.

## Demografia
| Rok  | Liczba mieszk. |
| ---- | -------------- |
| 1970 | 3 336          |
| 1987 | 3 407          |
| 2000 | 4 112          |
| 2005 | 4 327          |

### Struktura wiekowa
Dane o ludności z 31 grudnia 2008:
| Opis                                | Ogółem | Ogółem | Kobiety | Kobiety | Mężczyźni | Mężczyźni |
| ----------------------------------- | ------ | ------ | ------- | ------- | --------- | --------- |
| Jednostka                           | osób   | %      | osób    | %       | osób      | %         |
| Populacja                           | 4412   | 100    | 2198    | 49,82   | 2214      | 50,18     |
| Wiek przedprodukcyjny (0–17 lat)    | 892    | 20,22  | 423     | 9,59    | 469       | 10,63     |
| Wiek produkcyjny (18–65 lat)        | 2803   | 63,53  | 1365    | 30,94   | 1438      | 32,59     |
| Wiek poprodukcyjny (powyżej 65 lat) | 717    | 16,25  | 410     | 9,29    | 307       | 6,96      |

## Polityka
Wójtem gminy jest Manfred Russer z CSU, rada gminy składa się z 16 osób.
|      | CSU | FW | Razem |
| 2008 | 9   | 7  | 16    |
| 2002 | 9   | 7  | 16    |

## Oświata
W gminie znajdują się 3 przedszkola oraz szkoła podstawowa połączona z Hauptschule (23 nauczycieli, 432 uczniów) i Förderschule (szkoła specjalna, 17 nauczycieli, 93 uczniów).